# Пеппертон (тауншип, Миннесота)
Пеппертон (англ. Pepperton) — тауншип в округе Стивенс, Миннесота, США. На 2000 год его население составило 148 человек.

## География
По данным Бюро переписи населения США площадь тауншипа составляет 93,6 км², из которых 92,4 км² занимает суша, а 1,2 км² — вода (1,27 %).

## Демография
По данным переписи населения 2000 года здесь находились 148 человек, 54 домохозяйства и 40 семей. Плотность населения —  1,6 чел./км². На территории тауншипа расположено 63 постройки со средней плотностью 0,7 построек на один квадратный километр. Расовый состав населения: 97,97 % белых, 1,35 % коренных американцев и 0,68 % приходится на две или более других рас.
Из 54 домохозяйств в 33,3 % воспитывались дети до 18 лет, в 70,4 % проживали супружеские пары и в 25,9 % домохозяйств проживали несемейные люди. 22,2 % домохозяйств состояли из одного человека, при том 13,0 % из — одиноких пожилых людей старше 65 лет. Средний размер домохозяйства — 2,74, а семьи — 3,15 человека.
33,1 % населения — младше 18 лет, 2,7 % — в возрасте от 18 до 24 лет, 26,4 % — от 25 до 44, 24,3 % — от 45 до 64, и 13,5 % — старше 65 лет. Средний возраст — 38 лет. На каждые 100 женщин приходилось 108,5 мужчин. На каждые 100 женщин старше 18 приходилось 106,3 мужчин.
Средний годовой доход домохозяйства составлял 46 250 долларов, а средний годовой доход семьи —  50 833 доллара. Средний доход мужчин —  24 500  долларов, в то время как у женщин — 24 375. Доход на душу населения составил 17 518 долларов. За чертой бедности находились 5,9 % семей и 9,5 % всего населения тауншипа, из которых 7,7 % старше 65 лет.